# Pholiota pusilla
Pholiota pusilla är en svampart som beskrevs av Rick 1919. Pholiota pusilla ingår i släktet tofsskivlingar och familjen Strophariaceae.   Inga underarter finns listade i Catalogue of Life.